# Hatillo
Hatillo ist eine der 78 Gemeinden von Puerto Rico.
Sie liegt an der Nordküste von Puerto Rico. Sie hatte 2019 eine Einwohnerzahl von 39.218 Personen.

## Geschichte
Agustín Ruiz Miranda, ein kanarischer Einwanderer, gründete Hatillo 1823 auf etwa zehn cuerdas. Miranda gewährte dieses Land unter der Bedingung, dass öffentliche Gebäude errichtet und breite Straßen gebaut würden und dass das restliche Land verkauft oder für Wohnhäuser genutzt würde.
Puerto Rico wurde nach dem Spanisch-Amerikanischen Krieg von Spanien im Rahmen des Pariser Vertrages von 1898 abgetreten und wurde ein Territorium der Vereinigten Staaten. Im Jahr 1899 führten die Vereinigten Staaten ihre erste Volkszählung in Puerto Rico durch und stellten fest, dass die Einwohnerzahl von Hatillo 1148 betrug.
Hatillo erfuhr, wie mehrere andere Gemeinden auf der Insel, Grenzänderungen durch das Gemeindekonsolidierungsgesetz von 1902 (Consolidación de Ciertos Términos Municipales de Puerto Rico), bei dem Hatillo vorübergehend dem benachbarten Camuy angegliedert wurde. Drei Jahre später genehmigte die territoriale Legislative 1905 die Neugestaltung von Hatillo als separate Gemeinde.

## Gliederung
Die Gemeinde ist in 10 Barrios aufgeteilt:
1. Aibonito
2. Bayaney
3. Buena Vista
4. Campo Alegre
5. Capáez
6. Carrizales
7. Corcovado
8. Hatillo
9. Hatillo barrio-pueblo
10. Naranjito